# Карбонія
Карбонія (італ. Carbonia, сард. Carbònia) — муніципалітет в Італії, у регіоні Сардинія, один з двох адміністративних центрів провінції Карбонія-Іглезіас.
Карбонія розташована на відстані близько 460 км на південний захід від Рима, 55 км на захід від Кальярі, 19 км на південь від Іглезіаса.
Населення — 29 007 осіб (2014).

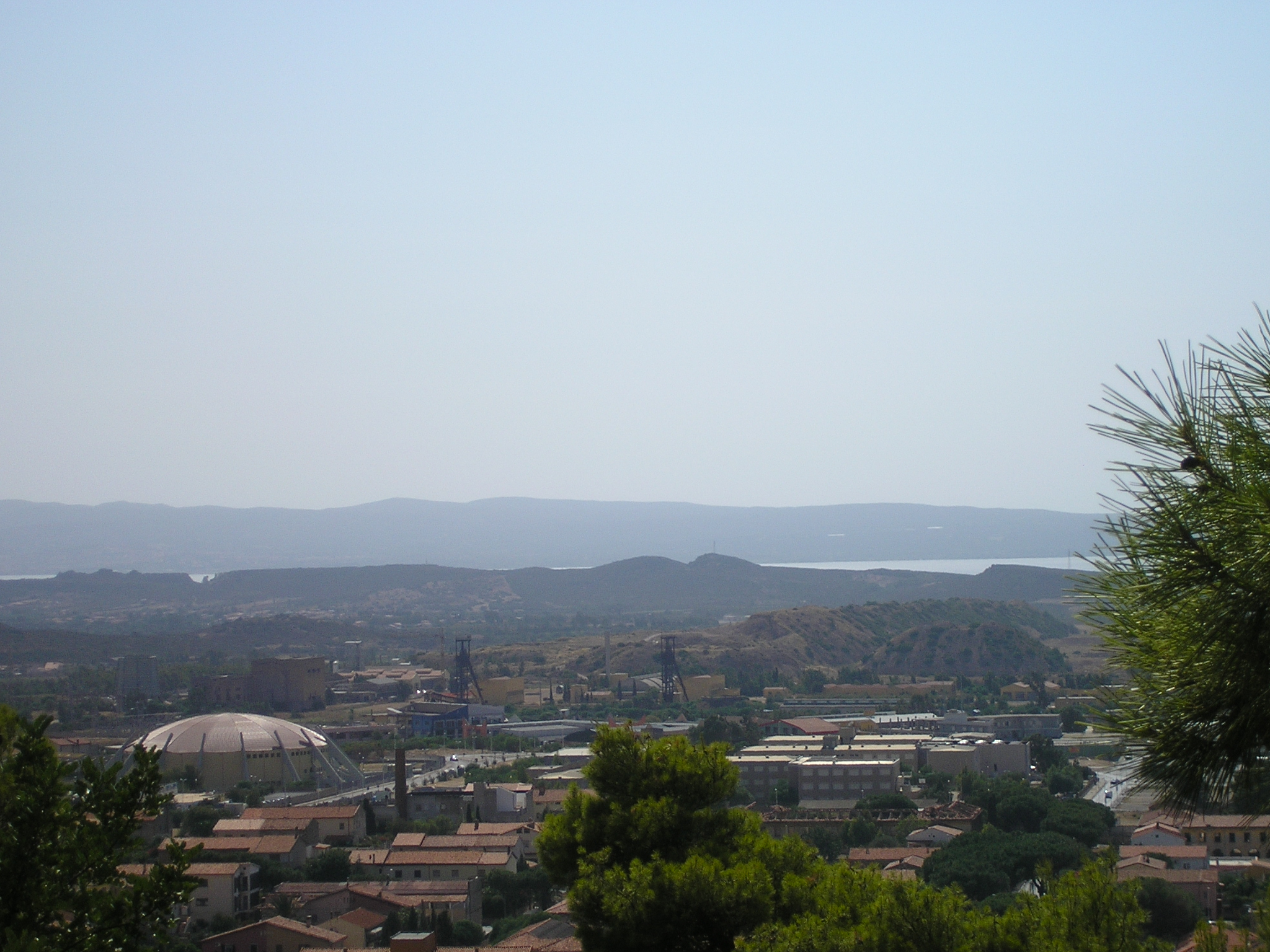

Щорічний фестиваль відбувається  у травні. Покровитель — San Ponziano.

## Демографія
Населення за роками:

Станом на 1 січня 2023 року в муніципалітеті офіційно проживали 442 іноземці з 49 країн, серед них 159 громадян країн Євросоюзу та 7 громадян України.

## Сусідні муніципалітети
- Гоннеза
- Іглезіас
- Наркао
- Пердаіус
- Портоскузо
- Сан-Джуянні-Суерджу
- Траталіас

## Галерея зображень

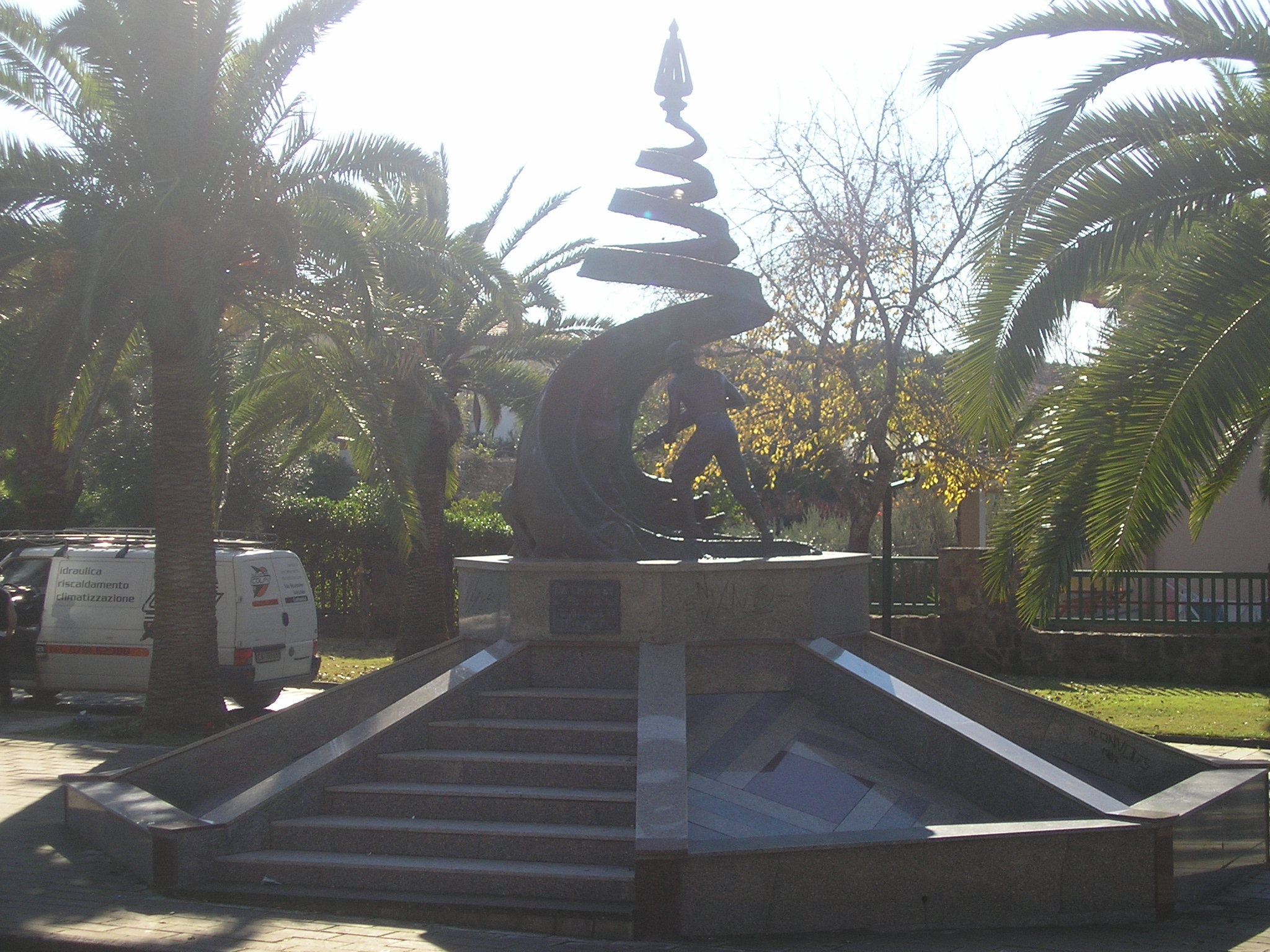
Il monumento al minatore.
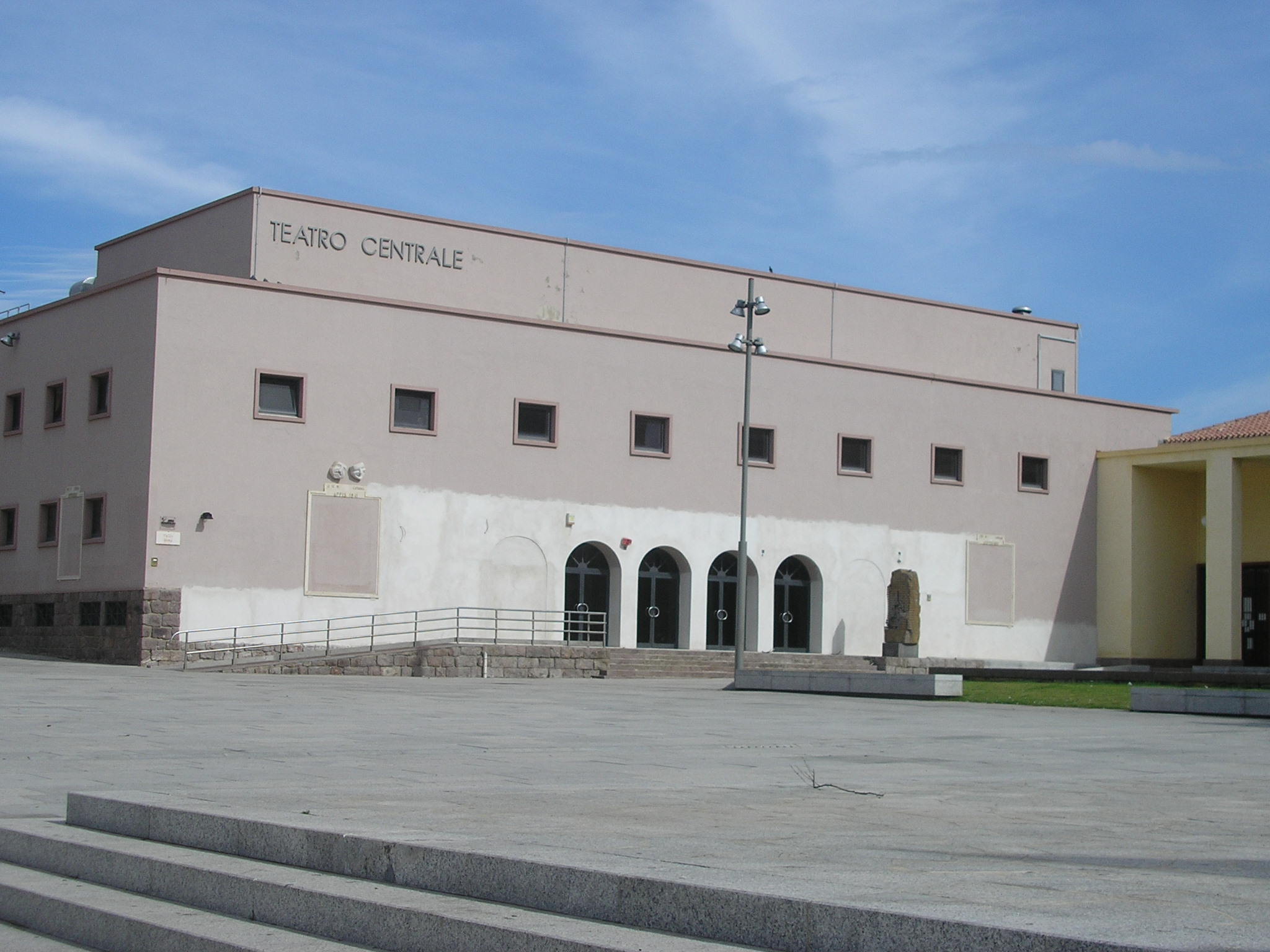
Il teatro Centrale.